# Víctor Hugo Jiménez
Víctor Hugo Jiménez (Provincia de Tucumán, 6 de julio de 1960) es un exfutbolista argentino que ejerció el puesto de defensor central en varios clubes, más prominentemente en Blooming (Bolivia) y en Club Atlético Tucumán (Argentina).

## Biografía
De niño dio sus primeros pasos futbolísticos en Almirante Brown. Empezó a jugar en su primera división a los 15 años. Allí salió campeón una vez. Luego de 3 años en el club, pasa a Club Atlético Tucumán, a los 18 años, siendo campeón 4 veces. Milita a préstamo sin opción de compra para jugar el Torneo Nacional con Juventud Antoniana (Salta). Regresa Club Atlético Tucumán el mismo año (1980). En 1985, se da la compra definitiva de su pase por Racing de Córdoba, en la Primera División de Argentina. En 1986 vuelve a préstamo a Juventud Antoniana, para jugar el Torneo Nacional y luego volver a Racing de Córdoba. En 1988 se produce su vuelta a Club Atlético Tucumán, que militaba en el Nacional B.

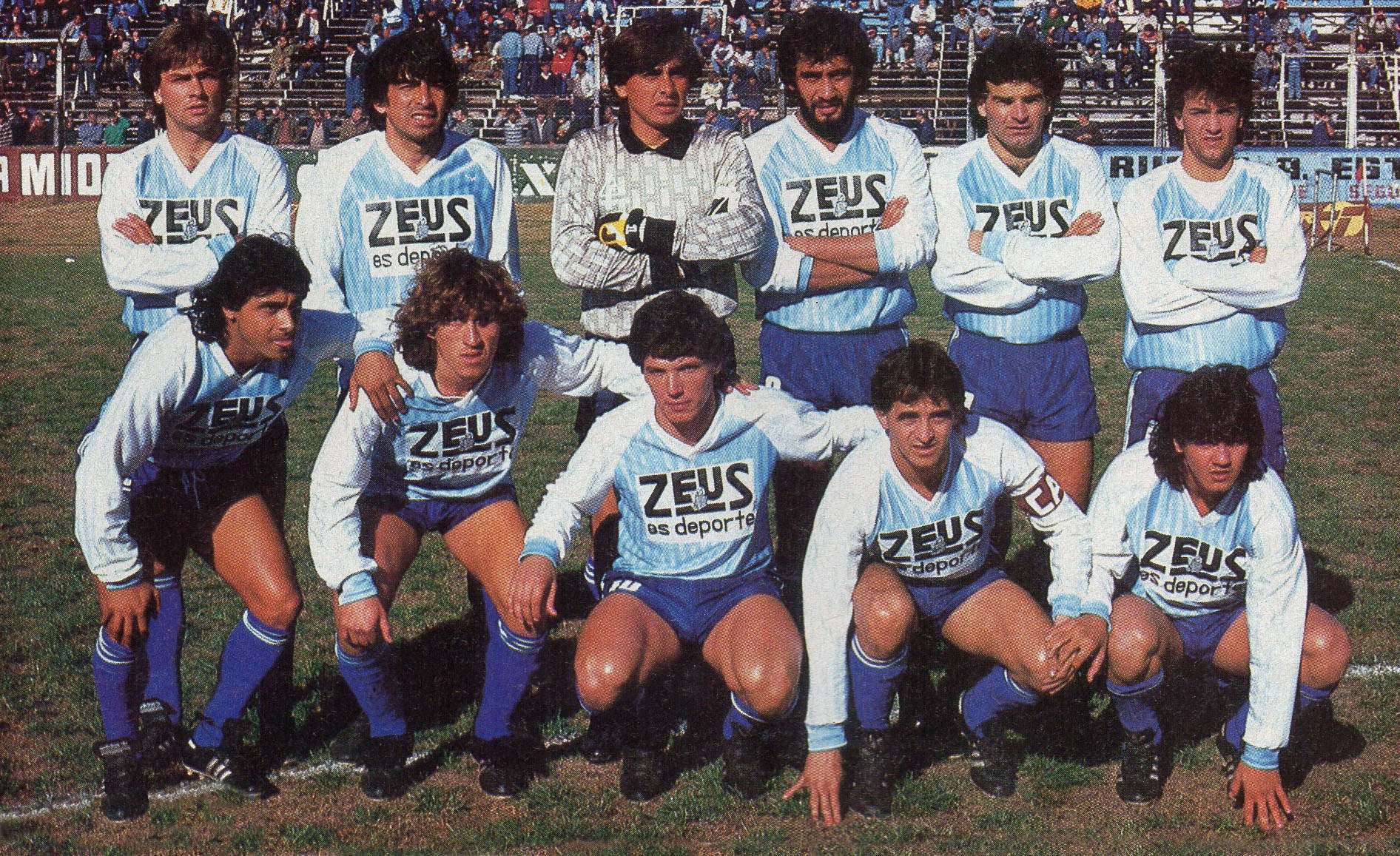
Formación de Atlético Tucumán 1987.

En el año siguiente, 1989, es vendido a Blooming de Bolivia, saliendo campeón de la Primera División boliviana. Luego del campeonato logrado es vendido a San José de Oruro, otro club del mismo país, Bolivia. En 1991 es vendido a Central Córdoba (Santiago del Estero) y sufre el mayor traspié de su carrera, su equipo desciende de categoría y le tiran con un vaso de Coca-Cola. En 1992, es transferido a Gimnasia de Jujuy, donde campeonó 3 veces más, en la liga jujeña, en el torneo del interior y logra el ascenso a la Primera División de la Argentina. En el año 1994 es vendido al equipo Unión Santiago, saliendo campeón 1 vez. Luego debuta como DT-Jugador del mismo equipo, asumiendo doble responsabilidad. Sale campeón 1 vez, ascendiendo al Torneo Argentino A. Se produce su retiro del fútbol profesional volviendo al club que lo vio nacer, Almirante Brown de la ciudad de Lules, donde juega su último año y comienza su carrera como D.T.
En el año 1996 trabaja en el club Atlético Tucumán como ayudante de campo de Salvador Raguzza en el Nacional "B". Luego en la primera división de Almirante Brown, continúa su carrera en Sportivo Guzmán en el año 1997 y pasa a comandar el proyecto en la primera de la liga tucumana del club Atlético Tucumán donde dirige a futuros crack de la institución como Montiglio y Saavedra. A partir de entonces comienza una larga y rica trayectoria como DT de fútbol.
en cuanto a su familia tiene 3 hijos con su esposa,daniela aparicio,nombrandolos sahira,joaquin y santiago

## Como director técnico
Director Técnico de los equipos de 1.ª. - 5.ª. Especial  y Sub-20 del  Club Unión Santiago. Campeonando una vez. Desde 2005 hasta el 2007 es el director Técnico de su club de nacimiento Almirante Brown.Actúa como ayudante de campo en el club Atlético Tucumán de Salvador Raguzza en el Nacional "B" del 98. Luego dirige al club Sportivo Guzmán y cumple su segundo ciclo en Almirante Brown para tomar luego las riendas del proyecto de liga del club Atlético Tucumán.
En el año 2000 se hace cargo como Director de Deportes de la municipalidad de Lules ejerciendo esa función por dos años. Retoma la actividad en las inferiores de Atlético Tucumán saliendo campeón en 3 (TRES) oportunidades y pasa a ser el Coordinador General de la escuela de dicho club, estando en funciones por 1(un) año. En el año 2009 es el D.T de la primera división del club U.T.A de la Liga Tucumana de Fútbol. Al finalizar este torneo se corona campeón de la liga.
En el año 2012 trabaja como ayudante de campo de Raúl Aredez en el club Mitre de Santiago del Estero para quedar hasta el presente como DT de los planteles del fútbol local del club Mitre obteniendo 2 torneos de liga, 1 recopa santiagueña y 1 récord histórico de 39 partidos invicto.

## Carrera
1977-1980: Almirante Brown
1980-1983: Club Atlético Tucumán
1983-1983: Juventud Antoniana
1983-1985: Club Atlético Tucumán
1985-1986: Racing de Córdoba
1986-1986: Juventud Antoniana
1986-1988: Racing de Córdoba
1988-1989: Club Atlético Tucumán
1989-1990: Blooming (Bolivia)
1990-1991: San José de Oruro (Bolivia)
1991-1992: Central Córdoba
1992-1994: Gimnasia y Esgrima de Jujuy
1994-1996: Unión Santiago
1996-2000: Almirante Brown de Lules, donde se retira del fútbol.

## Palmarés
1979 - Campeón del Torneo de Ascenso de la L.T.F. (Almirante Brown)
1981 - Campeón de 3.ª. División. (Atlético Tucumán)
1982 - Campeón del Torneo Regional. (Atlético Tucumán)
1983 - Campeón de 1.ª. División de la Liga Tucumana de Fútbol. (Atlético Tucumán)
1983 - Campeón Argentino integrando la Selección de Tucumán. (Atlético Tucumán)
1989 – Campeón de la Primera División de Bolivia (Blooming)
1992 - Campeón de la Liga Jujeña de Fútbol. - Ascenso al Torneo del Interior. (Gimnasia de Jujuy)
1993- Campeón del Torneo del Interior - Ascenso al Nacional B. (Gimnasia de Jujuy)
1994 - Campeón del Nacional B - Ascenso a 1.ª. División de A.F.A. (Gimnasia de Jujuy)
1994 - Campeón de la Liga Santiagueña de Fútbol. (Unión Santiago)
1995 - Campeón como D.T. de 1.ª. División en la Liga Santiagueña, logrando la clasificación
para el campeonato Argentino “A” de la A.F.A. (Unión Santiago)
1996 - Subcampeón como D.T. del Sub-20 de la Liga Santiagueña. (Unión Santiago)                                                                                                                   
1999 - 2003 -      Se transforma en el director de deportes de la municipalidad de San Isidro de Lules.
2007 -        Campeón como DT con la categoría  91 del club Atlético Tucumán
2007 -        Campeón como DT con la categoría  90 del club Atlético Tucumán
2008 -        Campeón como DT con la categoría  94 del club Atlético Tucumán
2009 -        Campeón como DT con el club U.T.A de la liga tucumana de fútbol 1.ª división
2013 -        Campeón como DT con el club Mitre de Santiago del Estero 1.ª división Liga Santiagueña
2013 -        Campeón como DT con el club Mitre de Santiago del Estero de la Recopa Liga Santiagueña
2014 -        Campeón como DT con el club Mitre de Santiago del Estero 1.ª División Liga Santiagueña